# Stepan (Kater)
Stepan (ukrainisch Степан, * 2008 in Charkiw) ist eine zum Internetphänomen gewordene männliche Hauskatze. Popularität erlangte sie durch ihre Präsenz in den Sozialen Medien und durch die Verbreitung ihrer Bilder und Kurzvideos bis zu international prominenten Nutzern hin. Nach dem Russischen Überfall auf die Ukraine flüchtete die Betreiberin von Stepans Internetaktivitäten im März 2022 mit ihrem Haustier im Gepäck vor dem Krieg. Ihr neuer, provisorischer Aufenthaltsort liegt in Frankreich. Im Mai 2022 wurde Stepan, der zuvor verschiedentlich als Influencer oder „Petfluencer“ bezeichnet worden war, in Cannes mit einem World Influencers and Bloggers Award ausgezeichnet.

## Biografisches
Der in Charkiw geborene Kater verbrachte seine ersten Lebenswochen auf der Straße. Von dort nahm ihn eine Frau auf, seither lebt das Tier, dem sie den Namen Stepan gab, bei seiner Halterin. Erster Ort des gemeinsamen Wohnens war die dicht besiedelte Schlafstadt Saltiwka (Салтiвка) im Nordosten Charkiws. Saltiwka, nur circa 20 Kilometer von der Grenze zu Russland entfernt, war zu Beginn des Angriffskriegs auf die Ukraine 2022 massiv von russischen Raketenangriffen betroffen. Anfang März nahm die Katzenhalterin das Haustier bei ihrer Flucht Richtung Westen mit – laut Angaben des in ukrainischer und englischer Sprache getexteten Instagramaccounts sei Stepans Besitzerin am 24. Februar 2022 von Bombenangriffen auf Charkiw überrascht worden. Zwei Nächte habe man im Keller des Wohngebäudes verbracht, eine Woche ohne Strom. In der unmittelbaren Nachbarschaft habe es Einschläge gegeben. Die Katze und ihre “family” seien über Lwiw nach Polen und schließlich nach Monaco gereist, mit Hilfe der World Influencers and Bloggers Association sollen sie eine Unterkunft an der Côte d’Azur gefunden haben.
Bei der seit 2019 jährlich vorgenommenen Verleihung von Auszeichnungen der genannten Vereinigung wurde Stepan im Mai 2022 ein World Influencers and Bloggers Award zuerkannt. Während der Veranstaltung war der Kater in Begleitung von Khaby Lame. Der Radiosender The New Voice of Ukraine (NV) erwähnte in seinem Bericht über die Zeremonie, dass Stepan eine  Fliege in den Farben der Flagge der Ukraine getragen habe. Auch Nowaja gaseta. Europa brachte eine kurze Meldung über den Anlass und Stepans Accessoire in den ukrainischen Landesfarben.

## Präsenz auf Social Media
Der Wiedererkennungseffekt der getigerten Katze mit an sich unauffälligem Erscheinungsbild liegt an den einander ähnelnden Situationen, in denen sie bildlich oder filmisch festgehalten ist, in Kombination mit dem an den Tag gelegten Gleichmut. Der Großteil des veröffentlichten Materials zeigt Stepan in Innenräumen. Oft ist der Kater anthropomorph inszeniert, auf vielen Bildmotiven ist er an einem Tisch sitzend dargestellt, neben sich ein gut gefülltes Glas Wein, einen Whiskytumbler, einen farbigen Cocktail oder dergleichen. In den Videoclips erklingt dazu Musik, teilweise arbeitet die Erstellerin der Clips auch mit Beleuchtung als Stilmittel. Für die Washington Post legt Stepan gleichgültig-lässige Züge à la Grumpy Cat an den Tag: Stepans Parties, allein, zu Hause, haben Millionen unterhalten, so die Zeitung weiter.
In Medienberichten wird Stepans Besitzerin Anna, Hanna oder Hannah genannt. Der zu Stepan gehörenden Person sei es wichtig, anonym zu bleiben. Auf Twitter und Instagram hat Stepan über 1,5 Millionen Follower. Seit 2019 finden sich Inszenierungen der Katze auch auf TikTok. Während der Covid-19-Pandemie 2020 wurden während einer Quarantäne erste Videos der Katze aufgenommen, die Anklang fanden. Seither hat „Anna“ so gut wie täglich neues Material aufgenommen und gepostet, eine Unterbrechung gab es bisher nur unmittelbar nach Kriegsausbruch in der Ukraine: Von 3. März 2022 bis einschließlich 16. März 2022 blieben Stepans Accounts ohne Update. Am 12. März hatte Stephan Rabimov (Forbes) den ‚nonchalanten‘ Stepan, ‚das beliebteste Katzentier der Welt‘, noch in Charkiw, ‚einer belagerten Stadt im Osten der Ukraine‘, verortet.

## Medienecho
Laut YouTube-Kanal von The Moscow Times wurde Stepan schon vor dem Sommer 2021 auch von russischen Interessierten wahrgenommen. Im November 2021 verwendete Britney Spears ein Bild der Katze in einem ihrer Posts. Das brachte über eine Million Likes und annähernd neuntausend Kommentare. In Folge verwendete das italienische Modeunternehmen Valentino ein Motiv mit Stepan und einer Handtasche des Herstellers für ein Werbeinserat, The Kyiv Independent berichtete ebenso wie die ukrainische Vogue. In der österreichischen Tageszeitung Kurier hieß es im Dezember 2021 von Stepan, dass er „mit unbeeindruckter, phlegmatischer Miene unsere Stimmung aufhellt“. Das Internet liebe „das miesgelaunte Tier“. Auch seien die ukrainischen Fernsehsender STB und 1+1 zum Interview bei Stepan vorstellig geworden, berichtete die Autorin, die das Phänomen im Zusammenhang Cat Content einordnete.
Im März 2022 veröffentlichte The New Yorker einen Artikel, betitelt Watching the World’s “First TikTok War”. Im Vorspann wurde thematisiert, dass die Ästhetik der Sozialen Medien beteiligt sei an der Art und Weise, wie Ukrainer die russische Invasion dokumentieren, mündend in die Frage, ob es sich dabei um eine neue Form des ‚Kriegsjournalismus von unten‘ handle oder vielmehr nur um ‚eine Einladung, anklickend dranzubleiben‘. Im Beitrag wird ausgeführt:

„Der Instagram Account einer Internetberühmtheit, namentlich des Katers Stepan, dessen Halterin in der Ukraine lebt und eine Million Follower gesammelt hat, verschob seine Inhalte in jüngster Zeit vom Teilen alberner Haustierporträts zum Posten von Fotos eines Raketenangriffs auf Charkiw. Ein solch unumstößlicher Verweis auf die Invasion sticht die Ortlosigkeit des Internet plötzlich auf und erinnert die Betrachter: Sie sehen eine reale Person in realer Gefahr.“

Zeitgleich titelte Newsweek einen Artikel über Stepan im Kulturressort: Famous Meme Cat From Ukraine Uses Viral Platform to Plea for End to the War. Am 9. April 2022 brachte die Hindustan Times, Stepan sei ihr “Social Media Star Of The Week”.
Im deutschen Sprachraum berichteten sowohl Tageszeitungen wie Der Standard, Kronen Zeitung und 20 Minuten als auch Boulevardmedien wie Bunte. Das Nachrichtenportal Nau bespielte die Bildschirme seiner Partner mehrmals mit Beiträgen über Stepan. Die Feuilletonchefin der Wiener Zeitung skizzierte die Vorgeschichte der Prominenz des „feisten Kater[s] mit dem faul-kecken Gesichtsausdruck, der sein Vorderbein oberlässig auf dem Tisch abstützt, auf dem ein riesiges Glas Rotwein steht“, und erinnerte daran, dass entsprechende Memes im Herbst 2021 „gern verschickt“ worden seien, „um sich mit resignativem Humor auf eine neuerliche Lockdown-Periode einzustimmen“. Angesichts der wiederum über Social Media präsentierten und im Medienecho rezipierten Fluchtgeschichte 2022 formulierte sie: „In Anbetracht des ausufernden Leids mag es unpassend erscheinen, sich über die Rettung einer Katze zu freuen“, kommt aber zum Schluss, jegliches individuelle „Happy End“ könne derzeit „ermutigend“ sein. Titel dieses Zeitungsbeitrags war Kater Stepan, Symbol der Flucht.
De Volkskrant griff Stepans Geschick „in 150 woorden“ auf, eingangs darauf aufmerksam machend, dass viele Flüchtende aus der Ukraine mit Katzen unterwegs seien, „dat valt op“, das falle auf. Über Stepan hieß es, dass er im Unterschied zu seinen Schicksalsgenossen als ‚Petfluencer‘ gelte („[…] geldt hij als belangrijke ‘petfluencer’“) und dadurch Unterstützung von der World Influencers and Bloggers Association – Kommentar der Autorin in Klammern: „(ja, dit is een bestaande organisatie)“ – erfahren habe. Am 12. April 2022 meldete die Monaco Tribune, dass Stepan bei den World Influencers and Bloggers Awards 2022 nominiert sei. Im Rahmen der Zeremonie in Cannes (18. und 19. Mai) würden Spenden für Kinder in der Ukraine gesammelt. Eine Redakteurin des US-amerikanischen TV-Senders ABC4 kommentierte das Phänomen wie folgt:

„Welche zwei Themen sind es noch mal, die wir Amerikaner zusätzlich zu Fast Food und Waffen lieben? Ach ja: Katzen und Instagram. Man gebe die beiden zusammen, und schon hat man ein Yankee Paradies. Somit versteht es sich von selbst, dass unsere Nation einiges, um nicht zu sagen: so manches damit zu tun hatte, dass der Social Media Influencer Vierbeiner Stepan für eine weltweit renommierte Auszeichnung nominiert wurde.“

Die Zeit veröffentlichte nach „100 Tagen Krieg“ einen Beitrag über Memes zum Ukraine-Krieg: Der Artikel begann mit den Worten „Kennen Sie Stepan?“

## Künstlerische Rezeption
In seiner alten Heimat findet sich der Kater Stepan mittlerweile im Öffentlichen Raum verewigt: Das hauptsächlich in Odessa agierende Streetart-Kollektiv LBWS (alternativ LBWS_168) platzierte eine Reihe von teils gesprayten, teils gemalten anthropomorphen Katzenmotiven in der Stadt. Ein Gutteil davon zeugt vom Widerstand gegen die russische Invasion, Stepan hingegen ist in seiner typischen entspannten Vorkriegspose mit Weinglas dargestellt. Als Signatur und zugleich Bildunterschrift sind zwei Verweise auf Instagram-Seiten beigefügt, einmal auf die Seite der Künstler, einmal auf den Account von Stepan.